# Lijst van voetbalinterlands Afghanistan - Tadzjikistan
Deze lijst van voetbalinterlands is een overzicht van alle officiële voetbalinterlands tussen de nationale teams van Afghanistan en Tadzjikistan. De landen hebben tot nu toe zeven keer tegen elkaar gespeeld. De eerste ontmoeting, een vriendschappelijke wedstrijd, was op 9 november 2005 in Doesjanbe. De laatste wedstrijd, eveneens een vriendschappelijke wedstrijd, vond plaats op 19 november 2024 in Doesjanbe.

## Wedstrijden
| № | Plaats     | Datum            | Competitie             | Wedstrijd                  | Uitslag |
| - | ---------- | ---------------- | ---------------------- | -------------------------- | ------- |
| 1 | Doesjanbe  | 9 november 2005  | Vriendschappelijk      | Tadzjikistan − Afghanistan | 4 − 0   |
| 2 | Haiderabad | 3 augustus 2008  | AFC Challenge Cup 2008 | Afghanistan − Tadzjikistan | 0 − 4   |
| 3 | Doesjanbe  | 17 november 2010 | Vriendschappelijk      | Tadzjikistan − Afghanistan | 1 − 0   |
| 4 | Doesjanbe  | 4 mei 2014       | Vriendschappelijk      | Tadzjikistan − Afghanistan | 1 − 0   |
| 5 | Doesjanbe  | 13 november 2016 | Vriendschappelijk      | Tadzjikistan − Afghanistan | 1 − 0   |
| 6 | Doesjanbe  | 7 juni 2019      | Vriendschappelijk      | Tadzjikistan − Afghanistan | 1 − 1   |
| 7 | Doesjanbe  | 19 november 2024 | Vriendschappelijk      | Tadzjikistan − Afghanistan | 3 − 1   |

## Samenvatting
| Competitie        | Totaal gespeeld | Winst Afghanistan | Gelijk | Winst Tadzjikistan | Doelsaldo Afghanistan – Tadzjikistan |
| ----------------- | --------------- | ----------------- | ------ | ------------------ | ------------------------------------ |
| AFC Challenge Cup | 1               | 0                 | 0      | 1                  | 0 − 4                                |
| Vriendschappelijk | 6               | 0                 | 1      | 5                  | 2 − 11                               |
| Totaal            | 7               | 0                 | 1      | 6                  | 2 − 15                               |

Wedstrijden bepaald door strafschoppen worden, in lijn met de FIFA, als een gelijkspel gerekend.